# Gelasma adaptaria
Gelasma adaptaria là một loài bướm đêm trong họ Geometridae.